# شمشیرمحله
شمشیرمحله، روستایی است از توابع بخش مرکزی شهرستان \1 در استان مازندران ایران.

## جمعیت
این روستا در دهستان فیضیه قرار دارد و براساس سرشماری مرکز آمار ایران در سال ۱۳۸۵، جمعیت آن ۲۲۶ نفر (۶۱خانوار) بوده‌است.